# Culex kilara
Culex kilara är en tvåvingeart som beskrevs av Someren 1951. Culex kilara ingår i släktet Culex och familjen stickmyggor.
Artens utbredningsområde är Uganda. Inga underarter finns listade i Catalogue of Life.